# Keith Southern
Keith William Southern (Gateshead, 24 aprile 1981) è un ex calciatore inglese, di ruolo centrocampista.

## Palmarès

### Club

#### Competizioni nazionali
- Football League Trophy: 1

Blackpool: 2003-2004